# Újezd u Přelouče
Újezd u Přelouče település Csehországban, a Pardubicei járásban. Újezd u Přelouče Klamoš, Přepychy, Strašov és Kladruby nad Labem településekkel határos. Lakosainak száma 236 fő (2024. január 1.).

## Népesség
A település lakosságának változását az alábbi diagram mutatja:
| Lakosok száma | 298  | 284  | 331  | 236  | 230  | 189  | 201  | 198  | 234  | 236  |
|               | 1869 | 1890 | 1921 | 1950 | 1980 | 2001 | 2017 | 2019 | 2022 | 2024 |